# Sergueï Zouev
Pour les articles homonymes, voir Zouev.
 (novembre 2022).
Sergueï Zouev (russe : Сергей Эдуардович Зуев), né le 25 avril 1964, est un économiste russe.

## Biographie
Né le 25 avril 1954 à Moscou, il fait ses études à l'université militaire du ministère de la Défense, où il apprend les rudiments de la langue chinoise ; après deux ans, cependant, il rejoint le cursus de philologie de l'université d'État de Moscou. Il obtient en 1984 un doctorat en histoire de l'art.
Il devient alors sociologue, dirigeant successivement l'École de la politique culturelle (1989), puis le Centre des techniques culturelles (1994). Il passe en 1998 au décanat du département de management culturel de Lomonossov. Il est ensuite un des experts chargés d'étudier des stratégies de développement pour diverses régions, comme les oblasts de Kaliningrad et Smolensk. En 2011, il dirige le programme Développement socio-économique de Moscou 2025, et est élu la même année recteur de Lomonossov.
En octobre 2021, alors président de l'École supérieure de Moscou des sciences sociales et économiques (« Chaninka »), et alors qu'il jouit pourtant d'une « réputation académique irréprochable » selon Sofia Sorokina, il est emprisonné dans le cadre de l'affaire Marina Rakova. Malgré une absence de preuves, admise par Vladimir Poutine lui-même, il est accusé d'irrégularités dans un contrat de projet, qui lui auraient permis d'empocher 21 millions de roubles, et d'avoir par ailleurs occupé un emploi fictif dans un autre établissement. Son état de santé, déjà altéré par des problèmes cardiaques, se dégrade durant sa détention. Sorokina de conjecturer alors : « des conséquences sur les possibilités d'échanges entre le monde académique européen en général et le monde académique russe. »